# Navaandorjiyn Jadambaa
Navaandorjiyn Jadambaa (mongol : Наваандоржийн Жадамбаа), né en 1900 à Bator Van et mort en 1939, est un homme politique mongol. Il est président du Présidium du Grand Khoural d'État de la république populaire de Mongolie, chef de l'État par intérim, du 28 au 29 novembre 1924.

## Biographie
Après la proclamation de la république populaire de Mongolie, Jadambaa est élu président du Présidium du Grand Khoural d'État le 28 novembre 1924. Il exerce ainsi la fonction de chef de l'État par intérim, avant d'être remplacé par Peljidiyn Genden le lendemain. Il demeure cependant vice-président du comité central du Parti révolutionnaire du peuple mongol jusqu'en 1928, date à laquelle il est démis de ses fonctions pour « opportunisme de droite ». 
Exilé dans la ville frontalière soviétique de Kiakhta en 1929, il obtient un diplôme d'économie à Moscou, mais ne peut retourner en Mongolie. Il est officiellement expulsé du PRMP en 1931. En 1937 ou 1938, sous le régime d'Horloogiyn Choybalsan, il est arrêté et condamné à dix ans de prison pour activités anti-étatiques et meurt de maladie en 1939. 
Jadambaa est réhabilité à titre posthume en 1968 et est symboliquement réintégré au sein du parti en 1990.